# Matija Drovenik
Matija Drovenik, slovenski rudarski inženir in geolog * 14. februar 1927, Ljubljana, † 30. oktober 2015, Ljubljana.

## Življenje in delo
Po končani osnovni šoli in gimnaziji v rojstnem mestu je aktivno sodeloval v narodnoosvobodilni borbi. Kot mladinski organizator je bil julija 1944 aretiran ter do konca vojne nemških taboriščih (Dachau in Rabstain). Leta 1945 se je vpisal na rudarski oddelek Tehnične fakultete v Ljubljani. Med študijem je bil v letih 1948–52 provizorni asistent za mineralogijo in petrografijo, 1951 je prejel študentsko Prešernovo nagrado. Diplomiral je 1952. 
Po končanem študiju je služboval kot rudarski geolog in glavni geolog v Rudarsko topilniškem bazenu Bor (1953–65). Leta 1956 se je izpopolnjeval na Geološkem zavodu Francije v Parizu. Nato je bil 1960 na Naravoslovnotehniški fakulteti v Ljubljani izvoljen za docenta za predmete mineralogija, petrografija, geokemija in laboratorijsko preiskovanje mineralov. Ker ni dobil družinskega stanovanja je ostal v Boru. Leta 1961 je z razpravo Geološko-petrološka študija širše okolice rudnika bakra Bor doktoriral na Fakulteti za naravoslovje in tehnologijo v Ljubljani. Na novo ustanovljeni Rudarsko-metalurški fakulteti v Boru, ki deluje v sklopu Univerze v Beogradu je kot izredni profesor predaval mineralogijo in petrografjo, ter uredil katedro za mineralogijo in petrografijo (1961–63). Na prošnjo alžirske vlade je bil v letih 1963-65 svetnik v Direkciji za rudarstvo in geologijo v Alžiriji. Leta 1965 se je zaposlil kot docent na Oddelku za montanistiko Fakultete za naravoslovje in tehnologijo v Ljubljani, 1970 je postal izredni in 1977 redni profesor. Izredni član Slovenske akademije znanosti in umetnosti je postal marca 1978, redni aprila 1987; glavni tajnik SAZU je bil dva mandata, od 1992 do 1999, bil pa je tudi član Evropske akademije znanosti in umetnosti v Salzburgu. 1993 je postal tudi zaslužni profesor ljubljanske univerze.
V raziskovalnem delu se je posvetil zlasti raziskavam magmatske evolucije in bakrovemu rudišču v Timoški krajini (Srbija); razčlenil je zgornjekredni vulkanizem in razložil pomen geološke faze laramijskega plutonizma za nastanek bakrovih rudišč. V Alžiriji je proučeval rudišča svinca in cinka. Med raziskavami v Sloveniji je dokazal diagenski nastanek bakrovih rudišč v srednjepermskih peščenjakih. Z Ivanom Mlakarjem je ugotovil razvoj živosrebrovega orudenja v Idriji, s Francem Drovenikom in Mariem Pleničarjem pa nastanek rudišč po Sloveniji. Sam ali v soavtorstvu je objavil preko 40 znanstvenih razprav. V letih 1966−77 je bil predstojnik Inštituta za geologijo na fakulteti ter član domačih in tujih znanstvenih organizacij.